# 二十四诗品
《二十四诗品》是中国古代一部讨论诗歌风格问题的专著，传统认为是唐朝诗人司空图所著，在不和钟嵘《诗品》相混时也简称为《诗品》。全书以二十四组十二句四言诗描述了诗歌的二十四种风格；以具体的事物表现抽象的理论，涉及了诗歌的意境和韵味，探讨了其类别及美学价值。《二十四诗品》体现了作者对诗歌的风格、境界的细致体味和鉴别，使对诗歌艺术美和诗歌创作的艺术手法的研究深入了一步，对清代诗学和后世产生了重要的影响。

## 内容与评价
《二十四诗品》将诗分为雄浑、冲淡、纤秾、沉著、高古、典雅、洗炼、劲健、绮丽、自然、含蓄、豪放、精神、缜密、疏野、清奇、委曲、实境、悲慨、形容、超诣、飘逸、旷达、流动。每种都以十二句四言诗加以说明。也涉及作者的思想修养和写作手法。从总的倾向来看，作者最为强调的还是“冲淡”“自然”的风格，主张诗歌“离形得似”“不着一字，尽得风流”，作者认为诗歌应追求气象壮阔而不浮泛，意境含蓄精致而不浅率，尤其倾心于清远高妙的韵味风致。多用山林逸士的生活情趣和道家超尘出世的语言来描写诗境，如清奇类的“神出古异，淡不可收。如月之曙，如气之秋”。一些语句说得迷离恍惚，不易作出准确的诠释，容易使人产生神秘感，萧驰认为这体现了中晚唐文人禪中道玄，重玄派道教思想與禪宗思想的相接。
《二十四诗品》出现后得到郑鄤、毛晋等人的称道，入清以后王士禛和袁枚都极加称赏，在清代诗学领域产生重大影响。王士禛特别称赞其中“采采流水，蓬蓬远春”、“不著一字，尽得风流”几句，对他的神韵诗说颇有影响，而四库全书总目则认为《诗品》所列“诸体毕备，不主一格”。袁枚则继而作《续诗品》，进一步发挥其性灵诗说。此后清代出现了多部对《二十四诗品》的模仿之作。道光年间以后，出现多种注本。现代人解读校注本很多，以郭绍虞《诗品集解》（1963）较为通行。

## 作者争议
1994年陈尚君、汪涌豪提出《二十四诗品》在唐之后几百年间从未被人引用，著名诗人和学者提到司空图时也均未提及此书，故应是后人伪托司空图之名而作。这一观点与方志彤曾提出的观点类似，随后引起较大争议。张健进一步考证其内容最初出现于元代后期的诗格著作《虞侍书诗法》和《诗家一指》中，题作《二十四品》，认为作者可能是元代诗人虞集。在《诗家一指》的多次编刻中，明代著名诗学家如杨慎、胡应麟等人都未提及其与司空图有关。
反对这一观点者则认为“苏轼《书黄子思诗集后》中‘自列其诗之有得于文字之表者二十四韵’一段话指的就是《二十四诗品》，但也有人认为此处只是指司空图在《与李生论诗书》中的诗句而言。对《二十四诗品》作者的质疑提出后，古籍数据库逐渐建立和蓬勃发展，但在宋元类书和明万历前文集中仍未有署名司空图的《二十四诗品》的例证，因此，《中国大百科全书》（第二版）认为《二十四诗品》大致可确定出于元代，不是司空图的作品。